# 奧得河畔克羅斯諾

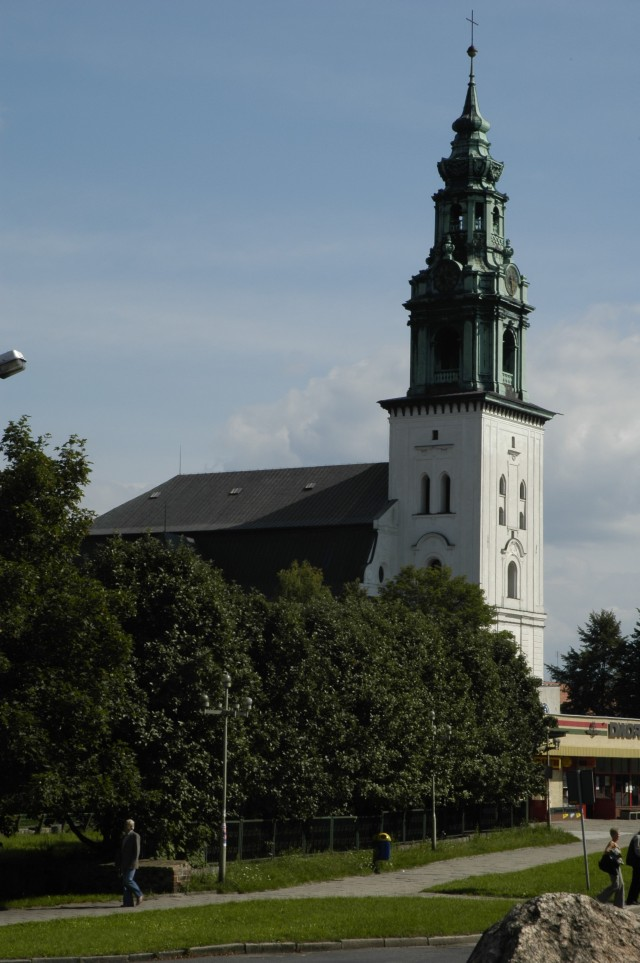

奧得河畔克羅斯諾是波蘭的城市，位於該國西部奧得河畔，毗鄰與德國接壤的邊境，由盧布斯卡省負責管轄，面積8.11平方公里，海拔高度38米，2006年人口12,100。

## 外部連結
- 1615 Map of Brandenburg with Duchy of Crossen on Oder river （页面存档备份，存于）
- Official town website （页面存档备份，存于）
- Jewish Community in Krosno Odrzańskie （页面存档备份，存于） on Virtual Shtetl
- Map via mapa.szukacz.pl （页面存档备份，存于）

52°03′N 15°05′E / 52.050°N 15.083°E